# Technologie opérationnelle
 (juillet 2023).
La mise en forme du texte ne suit pas les recommandations de Wikipédia : il faut le « wikifier ».
Les points d'amélioration suivants sont les cas les plus fréquents. Le détail des points à revoir est peut-être précisé sur la page de discussion.
- Les titres sont pré-formatés par le logiciel. Ils ne sont ni en capitales, ni en gras.
- Le texte ne doit pas être écrit en capitales (les noms de famille non plus), ni en gras, ni en italique, ni en « petit »…
- Le gras n'est utilisé que pour surligner le titre de l'article dans l'introduction, une seule fois.
- L'italique est rarement utilisé : mots en langue étrangère, titres d'œuvres, noms de bateaux, etc.
- Les citations ne sont pas en italique mais en corps de texte normal. Elles sont entourées par des guillemets français : « et ».
- Les listes à puces sont à éviter, des paragraphes rédigés étant largement préférés. Les tableaux sont à réserver à la présentation de données structurées (résultats, etc.).
- Les appels de note de bas de page (petits chiffres en exposant, introduits par l'outil «  Source ») sont à placer entre la fin de phrase et le point final[comme ça].
- Les liens internes (vers d'autres articles de Wikipédia) sont à choisir avec parcimonie. Créez des liens vers des articles approfondissant le sujet. Les termes génériques sans rapport avec le sujet sont à éviter, ainsi que les répétitions de liens vers un même terme.
- Les liens externes sont à placer uniquement dans une section « Liens externes », à la fin de l'article. Ces liens sont à choisir avec parcimonie suivant les règles définies. Si un lien sert de source à l'article, son insertion dans le texte est à faire par les notes de bas de page.
- La présentation des références doit suivre les conventions bibliographiques. Il est recommandé d'utiliser les modèles {{Ouvrage}}, {{Chapitre}}, {{Article}}, {{Lien web}} et/ou {{Bibliographie}}. Le mode d'édition visuel peut mettre en forme automatiquement les références.
- Insérer une infobox (cadre d'informations à droite) n'est pas obligatoire pour parachever la mise en page.

Pour une aide détaillée, merci de consulter Aide:Wikification.
Si vous pensez que ces points ont été résolus, vous pouvez retirer ce bandeau et améliorer la mise en forme d'un autre article.
La technologie opérationnelle (ou OT pour Operational Technology en anglais) est un composant matériel ou logiciel qui détecte ou provoque un changement, par le biais de la surveillance ou du contrôle directs d'équipements, d'actifs, de processus et d'événements industriels. Le terme s'est imposé pour montrer les différences technologiques et fonctionnelles entre les systèmes de technologie de l'information (IT) traditionnels et l'environnement des systèmes de contrôle industriel.

## Exemples
Voici plusieurs exemples de technologie opérationnelle :
- Automate programmable industriel (PLC)
- Système de contrôle et d'acquisition de données (SCADA)
- Système numérique de contrôle-commande (DCS)
- Systèmes de commande numérique par ordinateur (CNC), y compris les machines-outils informatisées
- Équipement scientifique (par exemple, oscilloscopes numériques)
- Immotique (BMS) et (BAS)
- Commandes d'éclairage pour les applications internes et externes
- Systèmes de surveillance énergétique, de sécurité et de sûreté pour l'environnement bâti
- Systèmes de transport pour l'environnement bâti

## Technologie
Le terme décrit généralement des environnements contenant des systèmes de contrôle industriel (ICS), tels que des systèmes de contrôle et d'acquisition de données (SCADA), des Système numérique de contrôle-commande (DCS), des unités terminales distantes (RTU) et des Automate programmable industriel (PLC), ainsi que des systèmes dédiés aux réseaux et aux unités d'organisation. L'environnement bâti, qu'il soit commercial ou domestique, est de plus en plus contrôlé et surveillé via de nombreux appareils Internet des objets (IoT). Dans cet espace d'application, ces dispositifs IoT sont à la fois interconnectés via des plates-formes IoT de pointe technologique convergées ou via des applications basées sur le « cloud ». Les systèmes embarqués sont également inclus dans le domaine de la technologie opérationnelle (par exemple, l'instrumentation intelligente), ainsi qu'un grand sous-ensemble de dispositifs d'acquisition, de contrôle et de calcul de données scientifiques. Un dispositif OT peut être aussi petit que l'unité de controle du moteur (ECU) d'une voiture ou aussi grand que le réseau de contrôle distribué d'un réseau électrique national.

## Systèmes
Les systèmes traitant des données opérationnelles (y compris les systèmes électroniques, les télécommunications, les systèmes informatiques et les composants techniques) sont inclus dans le terme « technologie opérationnelle ».
Les systèmes OT sont souvent nécessaires pour contrôler les vannes, les moteurs, les convoyeurs et d'autres machines afin de réguler diverses valeurs de processus, telles que la température, la pression, le débit, et de les surveiller pour éviter les accidents. Les systèmes OT utilisent diverses technologies pour la conception matérielle et les protocoles de communication, qui sont inconnues en informatique. Les problèmes courants incluent la prise en charge des systèmes et appareils hérités et de nombreuses architectures et normes de fournisseurs.
Comme les systèmes OT supervisent en general des processus industriels, la disponibilité doit être maintenue. Cela signifie souvent qu'un traitement en temps réel (ou quasi réel) est nécessaire, avec des taux élevés de fiabilité et de disponibilité.
Les systèmes de laboratoire (instruments hétérogènes avec systèmes informatiques intégrés ou composants techniques souvent non standardisés utilisés dans leurs systèmes informatiques) sont généralement un cas limite entre l'informatique et l'OT. Ils ne rentrent clairement pas dans le champ d'application informatique standard, mais ne font souvent pas non plus partie de la définitions de base de l'OT. Ce type d'environnement peut également être appelé technologie de l'information industrielle (IIT).

## Protocoles
Les réseaux OT historiques utilisaient des protocoles propriétaires optimisés pour les fonctions requises, dont certains ont été adoptés comme protocoles de communication industriels « standard » (par exemple DNP3, Modbus, Profibus, LonWorks, DALI, BACnet, KNX, EnOcean et OPC-UA ). Plus récemment, des protocoles réseau aux normes informatiques ont été mis en œuvre dans les appareils et les systèmes OT afin de réduire la complexité et d'augmenter la compatibilité avec le matériel informatique plus traditionnel (par exemple TCP/IP). Cela a cependant eu une réduction démontrable de la sécurité pour les systèmes OT, qui dans le passé reposaient sur des Air gaps et l'incapacité d'exécuter des logiciels malveillants sur PC (voir Stuxnet pour un exemple bien connu de ce changement).

## Origines
Le terme « technologie opérationnelle » appliqué aux systèmes de contrôle industriels est publié pour la première fois dans un article de recherche de Gartner en mai 2006 (Steenstrup, Sumic, Spiers, Williams) et présenté publiquement en septembre 2006 au Gartner Energy and Utilities IT Summit. Initialement, le terme était appliqué aux systèmes de contrôle des services publics d'électricité, mais au fil du temps, il est adopté par d'autres secteurs industriels et utilisé en combinaison avec l'IoT. L'un des principaux moteurs de l'adoption du terme est que la nature des plates-formes technologiques opérationnelles avait évolué de systèmes propriétaires sur mesure à des portefeuilles de logiciels complexes reposant sur une infrastructure informatique. Ce changement a été appelé « convergence IT OT ». Le concept d'alignement et d'intégration des systèmes informatiques et OT des entreprises industrielles prend de l'importance lorsque les entreprises se rendent compte que les actifs physiques et l'infrastructure étaient à la fois gérés par les systèmes OT, mais généraient également des données pour les systèmes informatiques gérant l'entreprise. En mai 2009, un article est présenté au 4e Congrès mondial sur la gestion des actifs d'ingénierie à Athènes, en Grèce, soulignant l'importance de cela dans le domaine de la gestion des actifs.
Les entreprises de technologie industrielle telles que GE, Hitachi, Honeywell, Siemens, ABB et Rockwell, sont les principaux fournisseurs de plates-formes et de systèmes OT intégrés dans les équipements ou ajoutés à ceux-ci pour le contrôle, la gestion et la surveillance. Ces entreprises de technologie industrielle ont dû évoluer vers des éditeurs de logiciels plutôt que d'être strictement des fournisseurs de machines. Ce changement affecte leurs business models qui évoluent encore.

## Sécurité
Depuis ses débuts, la sécurité de la technologie opérationnelle repose presque entièrement sur la nature autonome des installations OT, la sécurité par l'obscurité. Au moins depuis 2005, les systèmes OT sont connectes aux systèmes informatiques afin d'élargir la capacité d'une organisation à surveiller et à ajuster ses systèmes OT, ce qui introduit d'énormes défis de sécurité. Les approches connues de l'informatique ordinaire sont généralement remplacées ou repensées pour s'aligner sur l'environnement OT. L'OT a des priorités différentes et une infrastructure différente à protéger par rapport à l'informatique. Généralement, les systèmes informatiques sont conçus autour de la triade « confidentialité, intégrité, disponibilité » (c'est-à-dire que les informations sont sécurisées et integres avant d'autoriser un utilisateur à y accéder), tandis que les systèmes OT nécessitent « un contrôle en temps réel et une fonctionnalité qui modifie la flexibilité, la disponibilité, l'intégrité, la confidentialité » pour fonctionner efficacement (c'est-à-dire présenter à l'utilisateur des informations dans la mesure du possible et s'inquiéter ensuite de l'exactitude ou de la confidentialité).
Les autres défis en matière de sécurité pour l'OT sont les suivants :
- Les composants OT sont souvent construits sans tenir compte des exigences de base en matière de sécurité informatique, visant plutôt à atteindre des objectifs fonctionnels. Ces composants peuvent être non sécurisés par conception et vulnérables aux cyberattaques.
- La dépendance vis-à-vis des fournisseurs : en raison du manque général de connaissances liées à l'automatisation industrielle, la plupart des entreprises dépendent fortement de leurs fournisseurs OT. Cela conduit à une dépendance vis-à-vis du fournisseur, érodant la capacité à mettre en œuvre des correctifs de sécurité.
- Actifs critiques : en raison du rôle de l'OT dans la surveillance et le contrôle des processus industriels critiques, les systèmes OT font très souvent partie des infrastructures critiques nationales. En tant que tels, ils peuvent nécessiter des fonctionnalités de sécurité améliorées.

## Vulnérabilités courantes
L'OT contrôle et surveille souvent des processus industriels importants, des infrastructures critiques et d'autres dispositifs physiques. Ces réseaux sont vitaux pour le bon fonctionnement de diverses industries, telles que la fabrication, la production d'électricité et le transport. Les vulnérabilités et les vecteurs d'attaque les plus courants devant être traités sont les suivants :
1. Systèmes hérités et technologies obsolètes : de nombreux réseaux OT reposent encore sur du matériel et des logiciels plus anciens qui n'ont probablement pas été conçus dans un souci de sécurité, ce qui les rend plus vulnérables aux cyberattaques.
2. Absence de segmentation : une segmentation inadéquate du réseau peut entraîner la compromission d'un appareil dans une partie du réseau, ce qui peut permettre à un attaquant d'accéder à d'autres parties du réseau, augmentant ainsi le risque total.
3. Authentification et contrôle d'accès insuffisants : des mécanismes d'authentification et des contrôles d'accès faibles peuvent permettre à des utilisateurs non autorisés d'accéder à des systèmes et des données sensibles.
4. Protocoles de communication non sécurisés : de nombreux réseaux OT utilisent des protocoles de communication propriétaires ou hérités, qui peuvent manquer de chiffrement ou d'autres fonctionnalités de sécurité, ce qui les rend vulnérables aux écoutes clandestines et à la falsification des données.
5. Visibilité et surveillance limitées : les réseaux OT manquent souvent d'outils de surveillance et de visibilité complets, ce qui rend difficile la détection et la réponse aux incidents de sécurité potentiels.
6. Menaces internes : des initiés malveillants ou des employés négligents peuvent exploiter leur accès aux réseaux OT pour causer des dommages ou voler des données sensibles.
7. Intégration avec les réseaux informatiques : la convergence croissante des réseaux informatiques et OT peut introduire de nouvelles vulnérabilités et vecteurs d'attaque, car les vulnérabilités d'un réseau peuvent potentiellement être exploitées pour en compromettre un autre.
8. Risques liés à la chaîne d'approvisionnement : des composants matériels ou logiciels compromis dans le réseau OT peuvent introduire des vulnérabilités que les attaquants peuvent exploiter.
9. Sécurité physique : les réseaux OT impliquent des dispositifs physiques et une infrastructure qui peuvent être sensibles aux attaques physiques, telles que la falsification ou le vol.
10. Manque de sensibilisation et de formation à la cybersécurité : de nombreuses organisations ne forment pas suffisamment leurs employés à l'importance des gestes de cybersécurité, ce qui entraîne un risque accru d'erreur humaine et de menaces internes.

Pour prévenir ces risques, les organisations doivent adopter une approche de sécurité proactive à plusieurs niveaux, comprenant des évaluations régulières des risques, une segmentation du réseau, une authentification forte et des contrôles d'accès, ainsi que des capacités de surveillance continue et de réponse aux incidents.

## Infrastructure critique
La technologie opérationnelle est largement utilisée dans les raffineries, les centrales électriques, les centrales nucléaires, etc. L'OT est ainsi devenue un élément commun et crucial des systèmes d'infrastructures critiques. Selon le pays, il existe des obligations légales croissantes pour les opérateurs d'infrastructures critiques en ce qui concerne la mise en œuvre de systèmes OT. Depuis 2000, des centaines de milliers de bâtiments ont été équipés d'immotique pour automatiser et contrôler l'éclairage. Ces solutions n'ont souvent pas la sécurité appropriée. Cela a récemment conduit des cybercriminels à exploiter les vulnérabilités de ces solutions avec des attaques de ransomware provoquant des verrouillages du système, des défaillances opérationnelles exposant les entreprises opérant dans de tels bâtiments à d'immenses risques pour la santé et la sécurité, les opérations, la réputation de la marque et les dommages financiers.

## Gouvernance
L'accent est mis sur des sujets tels que la coopération IT/OT ou l'alignement IT/OT dans le contexte industriel moderne. Il est crucial pour les entreprises d'établir une coopération étroite entre les départements IT et OT, ce qui se traduit par une efficacité accrue dans de nombreux domaines des systèmes OT et IT (tels que la gestion des changements, la gestion des incidents et les normes de sécurité),.
Une restriction souvent observée dans l'OT est le refus d'autoriser les systèmes OT à exécuter des fonctions de sécurité (en particulier dans l'environnement nucléaire), en s'appuyant plutôt sur des systèmes de contrôle câblés pour exécuter ces fonctions. Cette décision découle du problème largement reconnu des logiciels de justification (par exemple, le code peut fonctionner légèrement différemment une fois compilé). Le logiciel malveillant Stuxnet en est un exemple, soulignant le potentiel de catastrophe si un système de sécurité était infecté par un logiciel malveillant (qu'il cible ce système ou qu'il soit accidentellement infecté).

## Secteurs
La technologie opérationnelle est utilisée dans de nombreux secteurs et dans différents environnements, tels que :
- Le pétrole et le gaz
- L'Énergie et les services publics
- La fabrication de produits chimiques
- Le traitement de l'eau
- La gestion des déchets
- Les transports
- Les expériences scientifiques
- La fabrication critique
- La gestion et l'automatisation des bâtiments
- La commandes et l'automatisation de l'éclairage des bâtiments